# Parafia Zmartwychwstania Pańskiego w Drawsku Pomorskim
Parafia pw. Zmartwychwstania Pańskiego w Drawsku Pomorskim – parafia należąca do dekanatu Drawsko Pomorskie, diecezji koszalińsko-kołobrzeskiej, metropolii szczecińsko-kamieńskiej. Jedna z parafii rzymskokatolickich w mieście Drawsko Pomorskie. Została utworzona 24 czerwca 1981. Obsługiwana przez księży diecezjalnych. Siedziba parafii mieści się przy ulicy Obrońców Westerplatte.

## Miejsca święte

### Kościół parafialny
Kościół pw. Zmartwychwstania Pańskiego w Drawsku Pomorskim
Kościół parafialny został zbudowany w XIV/XV wieku w stylu gotyckim, konsekrowany 28 sierpnia 1945.

### Kościoły filialne
- Kościół pw. św. Rafała Kalinowskiego w Jankowie
- Kościół pw. Imienia Maryi w Wolicznie